# Hans Haas (Philologe)
Hans Haas (* 11. Februar 1889 in München; † 7. Mai 1957 in Heidelberg) war ein deutscher Altphilologe und Gymnasialprofessor in Heidelberg.

## Leben
Er besuchte das Gymnasium St. Anna in Augsburg und studierte von 1907 bis 1912 Klassische Philologie und Germanistik an den Universitäten München und Heidelberg. Während des Studiums wurde er Mitglied der Klassisch-Philologischen Verbindung Cimbria Heidelberg im Naumburger Kartellverband. 1913 wurde er in Heidelberg mit einer Dissertation über griechische und lateinische Briefformeln promoviert. Danach war er 1913/1914 an der Universitätsbibliothek Heidelberg, wandte sich dann aber dem Schuldienst zu. Haas war seit 1931 am Heidelberger Gymnasium und gleichzeitig am Seminar für Klassische Philologie der Universität Heidelberg unter dem Ordinarius Otto Regenbogen tätig. 1954 wurde er pensioniert.
Haas war einer der Bearbeiter der 15. Auflage des Griechisch-Deutschen Wörterbuchs von Gustav Eduard Benseler. Mit Richard von Kienle veröffentlichte er 1952 in Heidelberg ein lateinisch-deutsches Wörterbuch, das viele Auflagen erlebte.
Er gab Schulbuchausgaben von Sallust, Tacitus, Cäsar und Ovid heraus und war langjähriger Mitherausgeber der Zeitschrift Gymnasium.

## Schriften
- Kurze Lateinische Grammatik. 2. Auflage, F. H. Kerle, Heidelberg 1948.
- mit Richard von Kienle: Lateinisch-deutsches Wörterbuch. F. H. Kerle, Heidelberg 1952 (mehrere Neuauflagen).